# Leopold Gutterer
Leopold Gutterer (* 25. April 1902 in Baden-Baden; † 27. Dezember 1996 in Aachen) war ein nationalsozialistischer Funktionär und Politiker. Während der NS-Zeit stieg er bis ins Amt des Staatssekretärs im Reichsministerium für Volksaufklärung und Propaganda auf und war zeitweise Vizepräsident der Reichskulturkammer. Gutterer galt als enger Vertrauter von Reichspropagandaminister Joseph Goebbels.

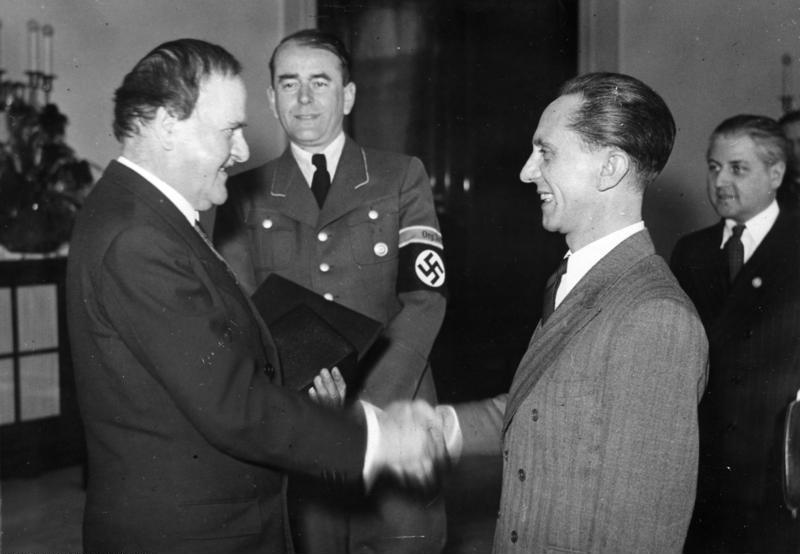
Wilhelm Kreis (links) erhielt 1943 zu seinem 70. Geburtstag von Goebbels den Adlerschild, im Hintergrund Speer und Leopold Gutterer als Vizepräsident der Reichskulturkammer

## Leben
Nach dem Abitur arbeitete Gutterer seit 1922 zunächst als Redakteur, ehe er 1923 für 9 Semester ein Studium der Germanistik, Theaterwissenschaft und Völkerkunde aufnahm. Ob er einen Abschluss erwarb, ist unklar.
Zum 23. Mai 1925 trat er der NSDAP bei (Mitgliedsnummer 6.275). Bei der von ihm selber in Frankfurt am Main mitbegründeten NS-Zeitung Frankfurter Beobachter war er ab 1927 wiederum als Redakteur beschäftigt und nahm gleichzeitig auch verlegerische Aufgaben wahr. Zwischenzeitlich fungierte Gutterer auch als Kreisleiter in Göttingen und Hannover und trat ebenfalls 1927 in Frankfurt am Main in die SS ein (SS-Nummer 1.028). Ab 1929 war Gutterer hauptamtlich für die NSDAP tätig. Zunächst war er kurzzeitig Gaugeschäftsführer des Gaues Hessen der NSDAP, ehe er am 1. Mai 1930 das Amt des Gaupropagandaleiters im Gau Südhannover-Braunschweig antrat. Im selben Jahr folgte auch sein Beitritt zur SA. Gleichzeitig fungierte Gutterer auch als sogenannter Reichsredner der NSDAP, d. h., er galt rhetorisch als so versiert, dass er im gesamten Reichsgebiet bei Parteiveranstaltungen bedenkenlos als Redner eingesetzt werden konnte. Aufgrund dieses politischen Engagements wurde er Anfang der 1930er Jahre mehrfach verurteilt und hatte mehrere Gefängnisstrafen zu verbüßen.
Zum 1. April 1933 wurde er im Range eines Regierungsrates zunächst auf Widerruf in den Dienst des am 13. März 1933 neu gegründeten Reichsministeriums für Volksaufklärung und Propaganda (RMVP) übernommen. Dort war er in der Abteilung II („Propaganda“) „für Staatsfeiertage u. Großkundgebungen sowie für die Organisation u. Beaufsichtigung der 31 Landesstellen“ zuständig. Neben der Inszenierung der Berliner Feierlichkeiten zum 1. Mai und der Reichsparteitage der NSDAP in Nürnberg gehörte auch die Koordination des 1933 bis 1937 alljährlich auf dem Bückeberg bei Hameln stattfindenden Reichsbauerntages zu seinen Aufgaben. Auch die Verantwortung für die Durchführung des Winterhilfswerkes innerhalb des RMVP oblag ihm. Als Leiter des erfolgreichen NS-Wahlkampfes bei der Wahl in Lippe-Detmold Anfang 1933 hatte Gutterer sich als Organisationstalent für derartige Aufgaben empfohlen.
Am 1. Januar 1935 wurde Gutterer zum Oberregierungsrat befördert. Nachdem er zunächst Stellvertretender Abteilungsleiter im RMVP gewesen und am 20. April 1937 zum Ministerialrat ernannt worden war, übernahm er im Frühjahr 1938 selbst die Leitung der Abteilung II. Im März 1938 erfolgte die nächste Beförderung, und zwar, den Rang eines Ministerialdirigenten überspringend, direkt zum Ministerialdirektor. Im August 1940 wurden ihm als Direktor II alle Fachabteilungen des Ministeriums mit Ausnahme der Presseabteilungen unterstellt. Im Mai 1941 folgte Gutterer offiziell dem wegen seiner dubiosen Rolle in der Ehekrise von Magda und Joseph Goebbels in Ungnade gefallenen und seit August 1939 beurlaubten Karl Hanke als Staatssekretär nach. Dieses Amt bekleidete Gutterer bis 1944, ehe er von Goebbels durch Werner Naumann ersetzt wurde. Gutterer hatte sich zudem in Schwarzmarktgeschäfte eingelassen und wurde kurzzeitig als Vorstandsvorsitzender der Universum-Film AG (UFA) eingesetzt. Wenig später wurde er als Unteroffizier zur Wehrmacht einberufen. Gutterer, zuletzt im Dienstrang eines SS-Brigadeführers, kam als einfacher SS-Panzerjäger in der Kriegsendphase zum Fronteinsatz.
In seiner Zeit als Staatssekretär von 1940 bis 1944 führte Gutterer die „Kennzeichnungspflicht für Juden“ im Deutschen Reich ein. Nachdem die Pflicht zum Tragen des „Judensterns“ ab September 1939 im besetzten Polen eingeführt worden war, war diese Kennzeichnung ab September 1941 auch im Deutschen Reich vorgeschrieben. Gutterer wurde als Vertreter des RMVP zur Wannsee-Konferenz am 20. Januar 1942 eingeladen. Aus terminlichen Gründen konnte Gutterer zwar letztlich nicht teilnehmen, erwähnte in seiner Absage jedoch grundsätzlich großes Interesse an der Thematik.
Nach Kriegsende lebte Gutterer bis zum Oktober 1947 zunächst unerkannt als Bauernknecht im Dorf Motten (Kreis Bad Kissingen), bevor er aufgespürt, inhaftiert und in einem Spruchkammerverfahren im Rahmen der Entnazifizierung als Hauptschuldiger zu fünf Jahren Arbeitslager verurteilt wurde. In einer Verhandlung vor der Berufungskammer Nürnberg am 14. Dezember 1948 wurde dieses Urteil jedoch mit Verweis auf seine angeblich milde Haltung in der „Judenfrage“ reduziert; das Urteil lautete nunmehr ein Jahr Arbeitslager, lebenslanger Pensionsentzug, Abgabe von 80 Prozent des persönlichen Vermögens sowie acht Jahre Berufsverbot. Mitte der 1960er Jahre wirkte Gutterer dann als Direktor am Theater Aachen.
1985 stand Gutterer dem amerikanischen Historiker Nathan Stoltzfus bei dessen Recherchen um den Rosenstraßen-Protest als einer der wenigen Zeitzeugen mit nationalsozialistischer Vergangenheit zur Verfügung.

## Hinweis
Die Ausführungen basieren im Wesentlichen auf einem anlässlich Gutterers Beförderung zum Ministerialdirektor im März 1938 erstellten Personalbogen mit persönlichen Angaben Gutterers zu seiner Biographie und beruflichem Werdegang. Das Material ist überliefert im Bundesarchiv Berlin-Lichterfelde (BAB), Bestand R-43 II (Reichskanzlei), Akte Nr. 1150c, Bl. 3 u. 4.